# Naturschutzgebiet Lauterberg
Das Naturschutzgebiet Lauterberg in den Langen Bergen, östlich des Ortes Oberlauter ist mit circa 190 ha das größte Naturschutzgebiet des Landkreises Coburg und wird von der DBU Naturerbe verwaltet.
Das Kerngebiet liegt geologisch gesehen im Gebiet des Muschelkalks und besteht aus einem etwa 120 ha großen Magerrasengebiet, dass durch Rodungen des ehemals vorherrschenden Mischwalds aus Esche, Bergahorn und Rotbuche entstanden ist. Die Rodungen begannen bereits im Mittelalter und wurden in den 1930ern auf den gesamten Gipfel des 474 m ü. NN hohen Lauterbergs ausgeweitet. Für die Erhaltung des Magerrasens sorgt ein Wanderschäfer, der das Gelände mit etwa 2000 Schafen regelmäßig beweidet. Das Gelände, das zeitweilig als militärischer Übungsplatz genutzt wurde, wurde 1994 als Naturschutzgebiet Nr. 80 im Naturraum Südliches Vorland des Thüringer Waldes ausgewiesen.

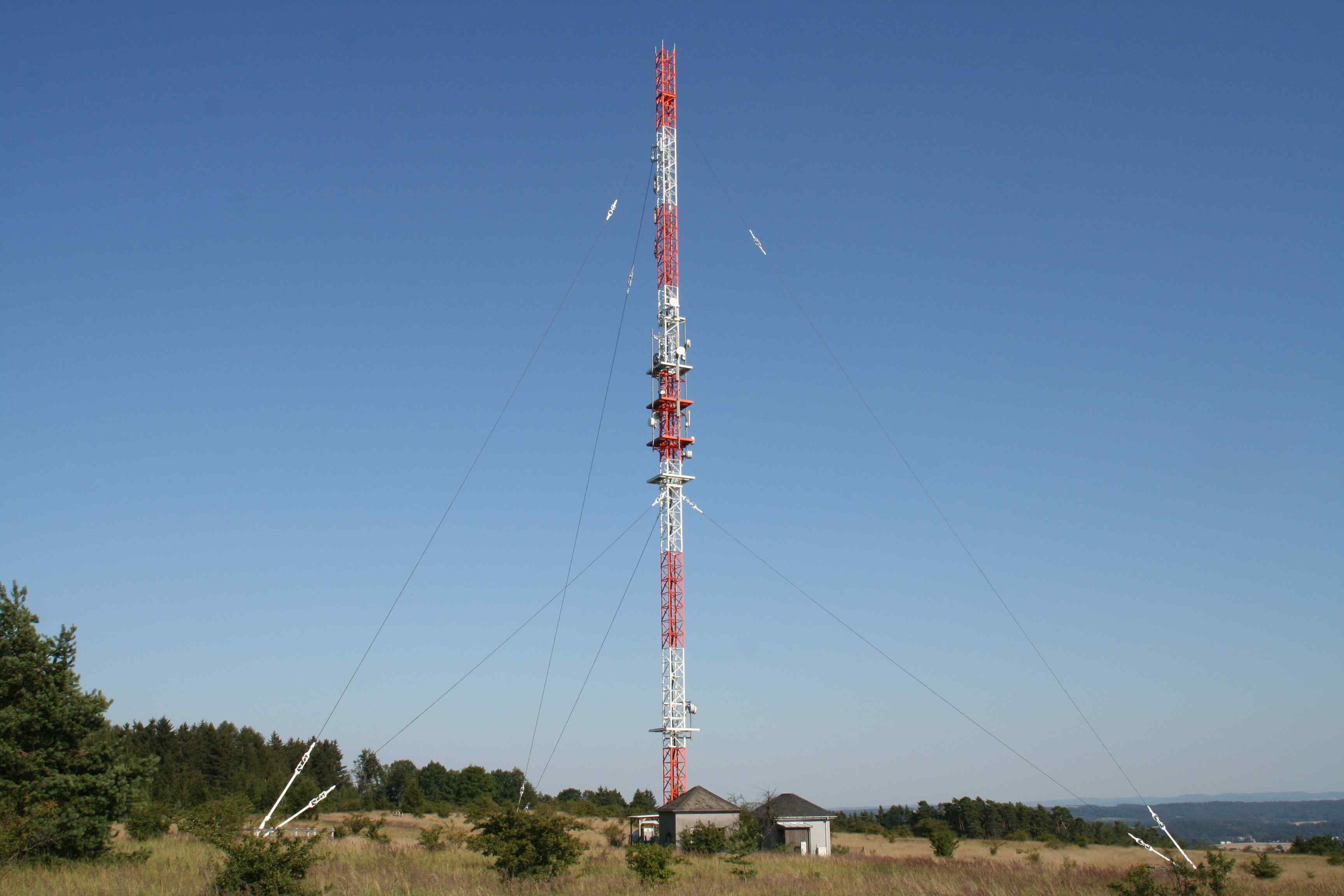
Sendemast im Naturschutzgebiet Lauterberg

„Zweck der Festsetzung als Naturschutzgebiet ist es, einen Halbtrockenrasen mit ausgedehnten Heckenbeständen und angrenzenden Waldgebieten zu erhalten und als selten gewordenen Lebensraum für die Tier- und Pflanzenwelt zu schützen.“ (Regierungsamtsblatt Oberfranken, Folge 9/1994, Verordnung über das Naturschutzgebiet Lauterberg, § 3.1)
Am Rand des Naturschutzgebietes steht der Sendemast Lauterberg.